# Lasershow
Et lasershow er en speciel type show der involverer brugen af laserlys med det formål at underholde et publikum. Et lasershow kan bestå af enten stråler og figurer der skyder ud over folk (kendt som beamshows) eller projekteres op på en væg (kendt som screenshows)
Laserlysshow benyttes i dag til koncerter, på diskoteker og klubber. Princippet i laserprojektorerne er at to spejle (en x og en y akse) Kaster laserstrålen rundt i lokalet meget hurtigt. Så hurtigt at det ser ud som om at strålen er flere steder på samme tid. Hastigheden måles i PPS (Points Per Second) Disse laserspejle også kaldet galvoer drives af drivere der er tilsluttet en computerstyring. Den mest populære styringsform er den såkaldte ILDA fra hvilken man med lasersoftware kan tegne og indlæse figurer og billeder og på den måde skabe sit helt eget show med laserprojektoren
Lasershows kan være alt fra 30mw til 50 watt. I de høje styrker en sikkerheden førsteprioritet. Derfor er beregninger af stråledivergens, hastighed og bølgelængde en nødvendig når man vil lave lasershow så uheld undgås. I værste fald kan det give øjenskader på publikum som endnu ikke kan kureres.